# Monster High (serie animata 2022)
Monster High è una serie animata statunitense basata sull'omonimo franchise di fashion doll della Mattel, presentata in anteprima su Nickelodeon negli Stati Uniti d'America il 6 ottobre 2022 dove la sua prima stagione ha riscosso grande successo. Successivamente è stata trasmessa in Italia, prima su Nickelodeon ed in seguito su Super!.    
Il buon riscontro in termini di ascolto ha consentito la creazione della seconda stagione.   

## Trama
La serie segue le vicende di Frankie Stein, Draculaura e Clawdeen Wolf, i rispettivi figli di Frankenstein, Dracula e di lupo mannaro, così come altri figli di famosi mostri mitici mentre frequentano il liceo di Monster High.

## Episodi
| Stagione         | Episodi | Prima visione USA | Prima visione Italia |
| ---------------- | ------- | ----------------- | -------------------- |
| Prima stagione   | 26      | 2022-2023         | 2023-2024            |
| Seconda stagione | 20      | 2024              | 2024-2025            |

## Produzione
Il 13 luglio 2022 è stato annunciato il cast, composto da Gabrielle Nevaeh Green nei panni di Clawdeen Wolf, Courtney Lin nei panni di Draculaura e Iris Menas nei panni di Frankie Stein. La messa in onda è iniziata prima della data prevista.